# Love Lies (песма)
Love Lies је песма коју су снимили амерички певачи Калид и Нормани за филм С љубављу, Сајмон. Текст су пислаи Калид, Нормани, Јамил Чамас, Рајан Војтесак и Тејлор Паркс, са продукцијом Чарлиja Хендсома и Диџија. Песма је објављена преко издавачке куће Ер-Си-Еј рекордс 14. фебруара 2018, као други сингл филмског саундтрека. Love Lies је Норманин први сингл који је снимила откако је изашла из бенда Фифт хармони. Песма је достигла на девето место на америчкој рекордној листи Билборд хот 100.

## Награде и номинације
| Година | Награда               | Категорија              | Кандидат  | Резлултат  | Реф.  |
| ------ | --------------------- | ----------------------- | --------- | ---------- | ----- |
| 2018.  | Teen Choice Awards    | Избор РнБ/хип-хоп песме | Love Lies | Освојено   | [ 4 ] |
| 2019.  | Billboard Music Award | Врхунска сарадња        | Love Lies | Номинација | [ 5 ] |
| 2019.  | Billboard Music Award | Најбоља радио-песма     | Love Lies | Номинација | [ 5 ] |
| 2019.  | IHeartradio Award     | Титанијум награда       | Love Lies | Освојено   | [ 6 ] |
| 2019.  | BMI Pop Awards        | Награђиване песме       | Love Lies | Освојено   | [ 7 ] |
| 2019.  | ASCAP Pop Awards      | Награђиване песме       | Love Lies | Освојено   | [ 8 ] |